# Град държава
Град държава е политическа система, състояща се от един независим град (понякога и други територии), притежаващ суверенитет в своята територия, която е център на политическия, икономическия и културния живот. Терминът възниква в Англия в края на XIX век и се прилага преди всичко към градовете в Древна Гърция, Финикия и древна и средновековна Италия. През Античността градовете държави се наричат полиси: Древна Атина, Древна Спарта, Картаген и Рим. През Средновековието и Ренесанса в Италия процъфтяват Флоренция, Венеция, Генуа, Пиза и Милано.

## Съвременна употреба
Понятието днес се отнася за малки държави, така наречените държави джуджета, чиято територия е сравнително по-малка от територията на други държави, понякога заемаща дори площта на един-единствен град.
Типични съвременни градове държави са Монако, Сан Марино, Сингапур, Ватикан и Гибралтар, Безспорни минидържави са Лихтенщайн, Малта, Сингапур и Бахрейн.
От гледна точка на международното публично право терминът е по-скоро неприемлив, тъй като то различава като свои субекти и минидържавите (наричани още държави джуджета, много малки държави) и отделно свободните градове. С други думи град държава се използва като синоним на минидържава, като това би могло да доведе до объркване със свободните градове, които са различни субекти на правото.
Ватиканът не може да се приеме за град държава, тъй като той представлява просто пространството, на което се намира основната част от административните постройки и служби на Светия престол. Де юре и де факто субект на международното право е именно Светият престол като цяло, а не Ватиканът. Светият престол не представлява нито минидържава, нито свободен град, той също е особен субект на правото, подобен на тях, но единствен по рода си, притежаващ определени характеристики на държавите, но не и всички тях.